# Kristine Bernadotte
Kristine Bernadotte (født Kristine Rivelsrud; den 22. april 1932 på Eidsfoss i Norge, død 4. november 2014 i Benalmadena i Spanien) var belgisk adelsprinsesse, der var norsk født og svensk gift.
Kristine Bernadotte var gift med den svenske Prins Carl Bernadotte. Han var barnebarn af kongerne Frederik 8. af Danmark og Oscar 2. af Sverige-Norge. Gennem sin mand var hun svigerinde til dronning Astrid af Belgien, prinsesse Margareta af Danmark og kronprinsesse Märtha af Norge. Kristine Bernadotte var tante til kong Harald 5. af Norge.
Kristine Bernadotte var Carl Bernadottes tredje hustru. De giftede sig den 8. juni 1978. Carl Bernadotte gav afkald på sine svenske kongelige titler, da han giftet sig med grevinde Else von Rosen i 1937. I stedet fik Carl Bernadotte en prinsetitel af sin svoger Leopold 3. af Belgien. Da Kristine Rivelsrud giftede sig med Carl Bernadotte blev hun belgisk adelsprinsesse.
Gennem mange år var Kristine Bernadotte den norske kongefamilies faste julegæst.